# Cortana (trợ lý ảo)
Cortana là một trợ lý cá nhân thông minh được tạo bởi Microsoft dành cho Windows 10, Windows 10 Mobile, Windows 8.1, Windows Phone 8.1 (thay thế cho Bing), Microsoft Band, Xbox One, iOS, Android. Windows Mixed Reality, và sắp tới là Amazon Alexa.
Cortana có thể đặt lời nhắc, nhận dạng giọng nói tự nhiên mà không cần nhập bàn phím, và trả lời các câu hỏi sử dụng thông tin từ máy tìm kiếm Bing. Cortana còn có thể đưa ra thông tin về thời tiết, tin tức mới nhất.
Cortana hiện tại có các phiên bản bằng các thứ tiếng: Anh, Bồ Đào Nha, Pháp, Đức, Ý, Tây Ban Nha, Trung Quốc và Nhật Bản, tùy thuộc vào nền tảng phần mềm và khu vực sử dụng (xem phần vùng và ngôn ngữ để biết chi tiết). Cortana cạnh tranh chủ yếu với các trợ lý khác như Apple Siri, Google Assistant, Amazon Alexa và Samsung Bixby.
Cortana hiện đã bị ngừng hỗ trợ bởi Microsoft vào cuối năm 2023. Đây có thể xem là bước ngoặt trong cuộc chiến trợ lý ảo vì Microsoft đã nói rằng Cortana không còn ưu thế trong cuộc cạnh tranh với các hãng khác như Apple, Google, OpenAI.

## Lịch sử
Cortana được giới thiệu lần đầu tại Hội nghị Nhà phát triển Microsoft BUILD (Ngày 2-4 tháng 4 năm 2014) tại San Francisco. Phần mềm này là một nhân tố chính trong kế hoạch "làm mới của Microsoft cho các hệ điều hành Windows Phone và Windows trong tương lai.
Nó được đặt tên theo Cortana, một nhân vật trí thông minh tổng hợp trong trò chơi Halo của Microsoft có nguồn gốc từ nhà phát triển video game Bungie. Jen Taylor, người lồng tiếng cho nhân vật trò chơi này, tiếp tục lồng tiếng cho phiên bản tại Mỹ của phần mềm.

### Phát triển
Quá trình phát triển của Cortana bắt đầu từ năm 2009 bởi nhóm sản phẩm Microsoft Speech với quản lý chung là Zig Serafin và Giám đốc khoa học Larry Heck. Heck và Serafin đã lập nên tầm nhìn, nhiệm vụ, và kế hoạch dài hạn cho trợ lý cá nhân số của Microsoft cũng như xây dựng một nhóm với các chuyên gia để tạo ra các nguyên mẫu ban đầu của Cortana. Để phát triển trợ lý số Cortana, nhóm đã phỏng vấn các trợ lý cá nhân là con người. Những cuộc phỏng vấn này đã truyền cảm hứng cho nhóm về một số các tính năng độc nhất trong Cortana, bao gồm tính năng "sổ tay" (notebook). Ban đầu Cortana chỉ được dự định là một tên mã (codename), nhưng vì một lời thỉnh cầu trên trang UserVoice của Windows Phone đã khiến cho cái tên này trở thành tên chính thức.

### Mở rộng sang các nền tảng khác

Giao diện trắng của Cortana trên Windows 10 Mobile

Tháng 1 năm 2015, Microsoft giới thiệu Cortana cho các máy tính và thiết bị di động Windows 10 như một phần của việc hợp nhất Windows Phone vào một hệ điều hành chung.
Vào ngày 26 tháng 5 năm 2015, Microsoft công bố Cortana cũng sẽ có mặt trên các nền tảng di động khác. Một bản phát hành trên Android được dự kiến vào tháng 7 năm 2015, nhưng một tập tin Android APK có chứa Cortana đã bị rò rỉ trước thời gian phát hành. Sau đó, Cortana phiên bản Android được phát hành chính thức cùng với phiên bản iOS vào tháng 12 năm 2015.
Tại triển lãm E3 2015, Microsoft công bố Cortana cũng sẽ có mặt trên Xbox One kèm trong một bản cập nhật Windows 10 được thiết kế thống nhất cho máy chơi game này.

## Cortana trong các dịch vụ khác

Cortana tích hợp trong Microsoft Edge

Microsoft đã tích hợp Cortana vào nhiều sản phẩm như Microsoft Edge, trình duyệt web đi kèm của Windows 10. Cortana được tích hợp sâu vào trình duyệt Edge. Trợ lý có thể tìm giờ mở cửa khi đang ở trên các trang web của nhà hàng, hiển thị các phiếu mua hàng bán lẻ cho các trang web, hoặc hiển thị thông tin thời tiết trên thanh địa chỉ. Tại hội nghị Worldwide Partners Conference 2015, Microsoft trình diễn việc tích hợp Cortana với các sản phẩm sắp tới như GigJam. Trái lại, Microsoft công bố vào tháng 4 năm 2016 sẽ chặn tất cả mọi thứ ngoại trừ Bing và Microsoft Edge được sử dụng để hoàn tất các tìm kiếm trong Cortana, một lần nữa dấy lên các câu hỏi về hành vi hạn chế cạnh tranh của công ty này.
Ý tưởng "Windows in the car" ("Windows trong xe hơi") của Microsoft cũng bao gồm Cortana. Ý tưởng này cho phép các tài xế đặt trước chỗ tại nhà hàng và xem qua các địa điểm trước khi tới.
Tại Microsoft Build 2016, Microsoft công bố kế hoạch nhúng Cortana vào Skype (dịch vụ nhắn tin tức thời của Microsoft) dưới dạng một bot để cho phép người dùng đặt đồ ăn, đặt trước chuyến đi, ghi chép các tin nhắn video và tạo lịch hẹn thông qua Cortana bên cạnh các bot khác. Tính đến năm 2016, Cortana có thể gạch chân một số từ và cụm từ trong các cuộc trò chuyện Skype có liên quan tới các địa chỉ liên lạc và thông tin pháp nhân. Một nhà báo từ trang Engadget đã chỉ trích sự tích hợp Cortana trong Skype vì chỉ phản hồi với một số từ khóa rất cụ thể, có cảm giác như là đang "trò chuyện với một máy tìm kiếm" do cách các bot trả lời với các từ nhất định không được tự nhiên như con người, ví dụ như với từ "Hello", bot Bing Music lại đưa ra kết quả là bài hát Hello của Adele.
Microsoft cũng công bố tại Microsoft Build 2016 rằng Cortana sẽ có thể đồng bộ hóa các thông báo giữa Action Center của Windows 10 Mobile và Windows 10, cũng như các thông báo từ các thiết bị Android.
Vào tháng 12 năm 2016, Microsoft công bố phiên bản xem trước của Calendar.help, dịch vụ cho phép người dùng giao Cortana lên kế hoạch các buổi họp. Người dùng tương tác với Cortana bằng cách thêm trợ lý ảo này vào các thư điện tử. Cortana sau đó sẽ kiểm tra tình trạng rảnh hay bận của mọi người trong Outlook Calendar hoặc Google Calendar, và làm việc với những người khác được gửi kèm trên thư để sắp xếp cuộc họp. Dịch vụ được dựa trên công nghệ tự động hóa và tính toán dựa trên con người.
Vào tháng 5 năm 2017, Microsoft hợp tác cùng với Harman Kardon giới thiệu INVOKE, chiếc loa được kích hoạt bằng giọng nói và tích hợp Cortana. Chiếc loa này có thiết kế dạng hình trụ và có dải âm thanh 360 độ, cho phép thực hiện và nhận cuộc gọi với Skype, cùng với tất cả các tính năng khác hiện sẵn có trên Cortana.

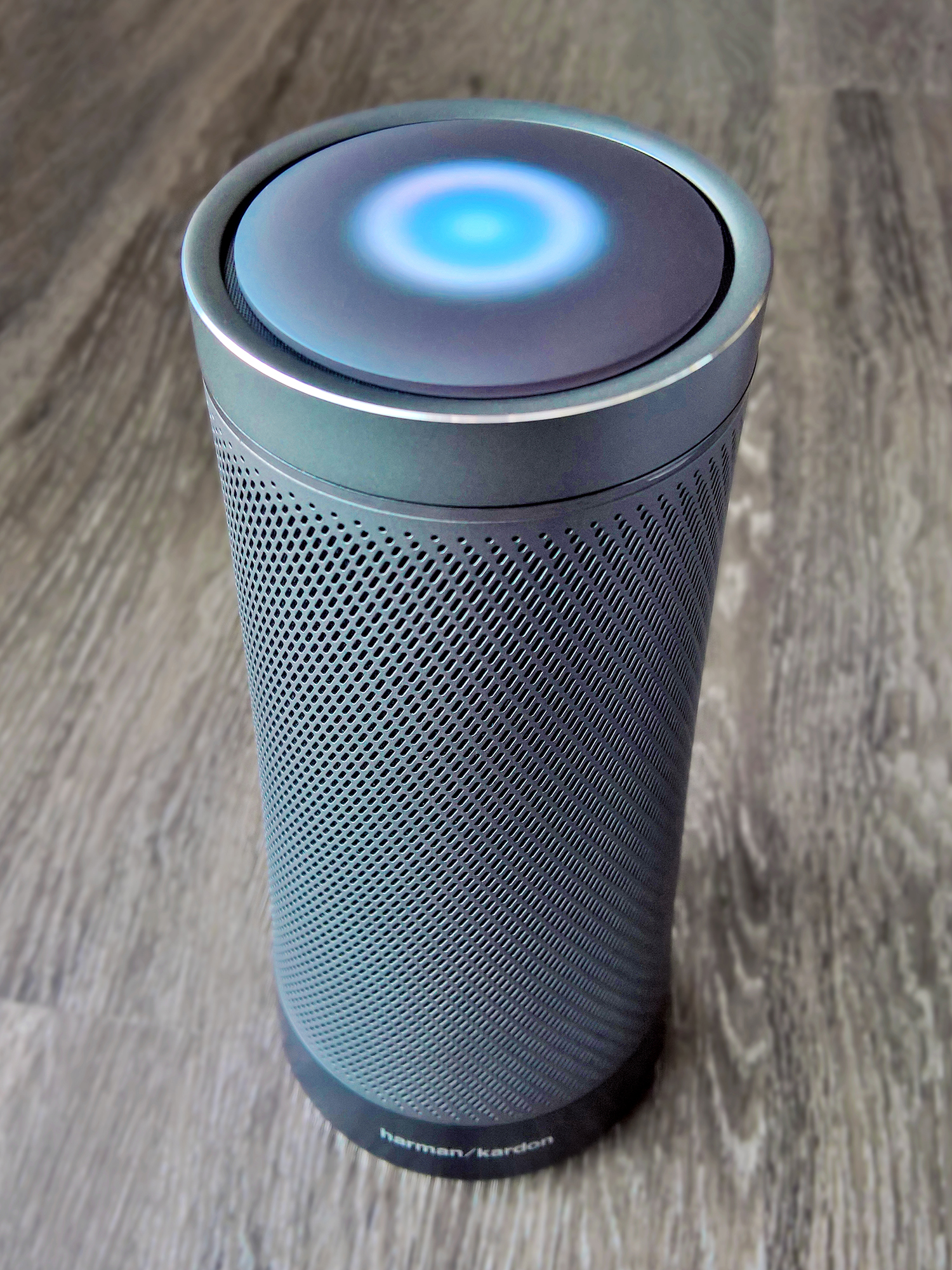
Loa Harman Kardon INVOKE tích hợp Cortana

## Chức năng
Cortana có thể đặt lời nhắc, nhận dạng giọng nói tự nhiên mà không cần nhập bàn phím, và trả lời các câu hỏi sử dụng thông tin từ máy tìm kiếm Bing (ví dụ như điều kiện thời tiết và giao thông hiện tại, kết quả thể thao, tiểu sử). Các tìm kiếm sẽ chỉ được thực hiện với máy tìm kiếm Microsoft Bing và tất cả liên kết sẽ được mở với Microsoft Edge, trừ khi một trình đọc màn hình đang được sử dụng như Narrator, khi đó các liên kết sẽ được mở trong Internet Explorer. Tính năng Bing SmartSearch của Windows 8.1 được hợp nhất vào Cortana, thay thế cho ứng dụng Bing Search trước đó sẽ được kích hoạt khi người dùng nhấn nút "Search" trên thiết bị của mình.
Cortana bao gồm một dịch vụ nhận dạng nhạc. Cortana có thể mô phỏng trò đổ xúc xắc và tung đồng xu. Tính năng "Concert Watch" của Cortana giám sát các tìm kiếm trên Bing để quyết định xem ban nhạc hay nhạc sĩ nào mà người dùng có quan tâm tới. Trợ lý cũng được tích hợp với đồng hồ Microsoft Band cho các thiết bị Windows Phone nếu được kết nối qua Bluetooth, nó cũng có thể đặt lời nhắc và tạo thông báo điện thoại.
Kể từ dòng điện thoại di động Lumia Denim, ra mắt tháng 10 năm 2014, Cortana có thêm khả năng cho phép nó có thể được mở lên khi nói câu: "Hey Cortana"; nó có thể được điều khiển như thường lệ. Một số thiết bị tại Anh Quốc của nhà mạng O2 đã nhận được bản cập nhật Lumia Denim nhưng lại thiếu tính năng trên, sau đó Microsoft đã xác nhận đây là một lỗi và đã sửa nó.
Cortana tích hợp với các dịch vụ như Foursquare để cung cấp các gợi ý về nhà hàng và địa điểm tại địa phương và với LIFX để điều khiển các bóng đèn thông minh.

### Sổ tay (Notebook)
Cortana lưu trữ các thông tin cá nhân như sở thích, dữ liệu vị trí, lời nhắc và danh bạ trong "Notebook" (Sổ tay). Nó có thể rút ra và thêm vào những dữ liệu này để học được các thói quen và hành vi của một người dùng. Người dùng có thể xem và chỉ rõ thông tin nào được thu thập để thực thi một số chế định về quyền riêng tư. Điều này được Microsoft cho rằng là "một nâng cấp lớn về mặt chế định quyền người dùng hơn cả những trợ lý ngang tầm khác". Người dùng có thể xóa đi các thông tin trong "Notebook".

### Lời nhắc
Cortana có một hệ thống lời nhắc tích hợp sẵn, trong đó có thể được kết hợp với một liên lạc cụ thể; nó sẽ nhắc nhở người dùng khi cần liên lạc với số liên lạc đó, có thể ở một thời gian cụ thể hoặc khi điện thoại ở một vị trí cụ thể. Thông thường các lời nhắc này chỉ có trên thiết bị mà Cortana đã được cài đặt, nhưng từ Windows 10 Microsoft đã đồng bộ hóa các lời nhắc trên tất cả các thiết bị.

### Thiết kế
Hầu hết các phiên bản của Cortana có thiết kế với hai hình tròn đồ họa lồng vào nhau và được hoạt họa để biểu thị các hoạt động khác nhau như tìm kiếm hoặc trò chuyện.

### Khác
Cortana có một chế độ "không làm phiền" ("do-not-disturb"), trong đó người dùng có thể thiết lập các "giờ yên lặng". Người dùng có thể thay đổi cách Cortana gọi mình theo tên hoặc theo biệt hiệu nào đó. Nó cũng có một thư viện các trò đùa kiểu "Easter Eggs", các lời nói đã định sẵn.
Khi được hỏi, Cortana đã dự đoán chính xác đội thắng của 14 trận đấu đầu tiên trong vòng đấu loại trực tiếp Giải vô địch bóng đá thế giới 2014, cùng với các trận bán kết, cho đến khi nó đã chọn sai đội tuyển Brazil thay vì đội tuyển Hà Lan trong trận đấu tranh hạng ba; chuỗi dự đoán này đã vượt qua cả Bạch tuộc Paul, khi Paul đã dự đoán đúng tất cả bảy trận đấu của đội tuyển Đức tại Giải vô địch bóng đá thế giới 2010 cũng như trong trận chung kết. Cortana có thể dự đoán kết quả của nhiều các giải đấu thể thao khác như NBA, NFL, the Super Bowl, Giải vô địch cricket thế giới và nhiều giải đấu bóng đá châu Âu khác. Cortana có thể giải các phương trình toán học, chuyển đổi các đơn vị đo lường, và tính toán tỷ giá hối đoái giữa các đơn vị tiền tệ bao gồm cả Bitcoin.
Tính đến  tháng 4 năm 2015, Cortana được vô hiệu hóa cho người dùng dưới 13 tuổi.

## Tích hợp
Cortana có thể tích hợp với các ứng dụng bên thứ ba trên Windows 10 hoặc trực tiếp thông qua dịch vụ. Bắt đầu từ cuối năm 2016, Cortana được tích hợp với dịch vụ Wunderlist của Microsoft, cho phép trợ lý ảo này có thể thêm và thực hiện các hành động với các lời nhắc.

## Vấn đề riêng tư
Cortana lưu trữ và phân tích thông tin người dùng. Người dùng có thể vô hiệu hóa việc này; điều đó sẽ khiến hệ thống tìm kiếm của Windows tìm kiếm trên Web cũng như trong máy tính cục bộ, nhưng nó có thể được tắt đi. Vô hiệu hóa Cortana sẽ không xóa các dữ liệu người dùng lưu trữ trên máy chủ của Microsoft, nhưng người dùng cũng có thể xóa chúng thủ công. Microsoft đã tiếp tục bị chỉ trích vì trang web Bing yêu cầu một tập tin có tên là "threshold.appcache", trong đó chứa các thông tin của Cortana qua các lần tìm kiếm được thực hiện thông qua menu Start, kể cả khi Cortana đã bị vô hiệu hóa trên Windows 10.

## Vùng và ngôn ngữ

Phiên bản tiếng Trung Quốc của Cortana, Xiao Na

Phiên bản Vương quốc Anh của Cortana sẽ nói bằng giọng Anh và sử dụng các cách diễn đạt của người Anh, trong khi phiên bản tiếng Trung, có tên là Xiao Na, nói tiếng Quan thoại và có một biểu tượng riêng với một khuôn mặt cùng một đôi mắt.
Tính đến  năm 2016 phiên bản tiếng Anh của Cortana trên các thiết bị Windows có sẵn cho tất cả người dùng tại Hoa Kỳ (tiếng Anh Mỹ), Canada (tiếng Pháp-Anh), Úc, Ấn Độ và Vương quốc Anh (tiếng Anh-Anh). Các phiên bản ngôn ngữ khác của Cortana có sẵn tại Trung Quốc (tiếng Trung (Giản thể)), Nhật Bản (tiếng Nhật), Pháp (tiếng Pháp), Đức (tiếng Đức), Ý (tiếng Ý), Brazil (tiếng Bồ Đào Nha), Mexico và Tây Ban Nha (tiếng Tây Ban Nha). Cortana cho Android và iOS cũng có sẵn với tất cả các ngôn ngữ trên. Mặc dù từ khóa chung mặc định của Cortana là "Hey Cortana", một vài phiên bản ngôn ngữ khác sẽ có các phiên bản khác (ví dụ như "Hola Cortana" trong tiếng Tây Ban Nha).
Phiên bản bản địa hóa Vương quốc Anh (tiếng Anh) của Cortana được lồng tiếng bởi Ginnie Watson, một diễn viên, ca sĩ/nhạc sĩ và nghệ sĩ lồng tiếng người Anh-Pháp.
Bảng dưới đây liệt kê các phiên bản bản địa hòa của Cortana hiện tại đang sẵn có. Tất cả đều áp dụng cho cả hai phiên bản Cortana cho Windows (Windows Mobile và Windows 10), ngoại trừ những phiên bản được chỉ rõ. 
| Ngôn ngữ          | Vùng           | Phương ngữ                 | Tình trạng | Nền tảng              |
| ----------------- | -------------- | -------------------------- | ---------- | --------------------- |
| Tiếng Anh         | Hoa Kỳ         | Tiếng Anh Mỹ               | Có sẵn     | Windows, Android, IOS |
| Tiếng Anh         | Vương quốc Anh | Tiếng Anh Anh              | Có sẵn     | Windows, Android, IOS |
| Tiếng Anh         | Canada         | Tiếng Anh Canada           | Có sẵn     | Windows, Android, IOS |
| Tiếng Anh         | Úc             | Tiếng Anh Úc               | Có sẵn     | Windows, Android, IOS |
| Tiếng Anh         | Ấn Độ          | Tiếng Anh Ấn Độ            | Có sẵn     | Windows, Android, IOS |
| Tiếng Đức         | Đức            | Tiếng Đức chuẩn            | Có sẵn     | Windows, Android, IOS |
| Tiếng Ý           | Ý              | Tiếng Ý chuẩn              | Có sẵn     | Windows, Android, IOS |
| Tiếng Tây Ban Nha | Tây Ban Nha    | Tiếng Tây Ban Nha Castilia | Có sẵn     | Windows, Android, IOS |
| Tiếng Tây Ban Nha | Mexico         | Tiếng Tây Ban Nha-México   | Có sẵn     | Windows, Android, IOS |
| Tiếng Pháp        | Pháp           | Tiếng Pháp                 | Có sẵn     | Windows, Android, IOS |
| Tiếng Pháp        | Canada         | Tiếng Pháp-Canada          | Có sẵn     | Windows, Android, IOS |
| Tiếng Trung       | Trung Quốc     | Tiếng Quan thoại           | Có sẵn     | Windows, Android, IOS |
| Tiếng Bồ Đào Nha  | Brazil         | Tiếng Bồ Đào Nha (Brazil)  | Có sẵn     | Windows, Android, IOS |
| Tiếng Nhật        | Nhật Bản       | Tiếng Nhật chuẩn           | Có sẵn     | Windows, Android, IOS |

## Công nghệ
Khả năng xử lý ngôn ngữ tự nhiên của Cortana cung cấp bởi công ty Tellme Networks (Microsoft đã mua lại năm 2007) và được kết nạp với một cơ sở dữ liệu tìm kiếm ngữ nghĩa gọi là Satori.

## Cập nhật
Các bản cập nhật cho Cortana được phát hành độc lập cho các thiết bị hệ điều hành Windows Phone chính, cho phép Microsoft cung cấp các tính năng mới với tiến độ nhanh hơn. Không phải tất cả các tính năng liên quan đến Cortana có thể được cập nhật theo cách này, khi mà một số tính năng như "Hey Cortana" sẽ cần tới dịch vụ cập nhật của Windows Phone và Công nghệ Qualcomm Snapdragon SensorCore.

## Ngừng hỗ trợ
Vào năm 2019, Microsoft đã bắt đầu giảm mức độ phổ biến của Cortana và chuyển đổi nó từ một trợ lý thành các phần mềm tích hợp khác nhau, nó đã được tách ra khỏi thanh tìm kiếm của Windows 10 vào tháng 4 năm 2019. Vào tháng 1 năm 2020, ứng dụng Cortana dành cho thiết bị di động đã bị xóa khỏi một số thị trường nhất định, và vào ngày 31 tháng 3 năm 2021, ứng dụng Cortana dành cho thiết bị di động đã ngừng hoạt động trên toàn cầu. Vào ngày 2 tháng 6 năm 2023, Microsoft thông báo rằng việc hỗ trợ ứng dụng độc lập Cortana trên Windows sẽ kết thúc vào cuối năm 2023 và sẽ được thay thế bằng Windows Copilot và Bing Chat AI.